# Walker (Californie)
Pour les articles homonymes, voir Walker.
Walker est une localité américaine située dans le comté de Mono, en Californie.

## Démographie
| 2000 | 2010 | - | - | - | - |
| ---- | ---- | - | - | - | - |
| 531  | 721  | - | - | - | - |